# Susanne Dobesch
Susanne Dobesch (* 1957 in Wien) ist eine österreichische Schriftstellerin und ehemalige Generalsekretärin des Österreichischen P.E.N. Clubs.

## Leben
Susanne Dobesch ist die Tochter des Schriftstellers Alexander Giese und der Konzertsängerin Walpurga Giese-Dorn. Sie besuchte das Akademische Gymnasium in Wien und studierte Rechtswissenschaften an der Universität Wien, wo sie 1980 zum Doktor der Rechte promoviert wurde. Nach dem Gerichtsjahr war sie einige Jahre als wissenschaftliche Mitarbeiterin beim österreichischen Verfassungsgerichtshof tätig. Danach arbeitete sie in Wirtschaftskanzleien und unterrichtete an einer Höheren Wirtschaftlichen Schule Rechtskunde, Betriebswirtschaft und Nationalökonomie.
Seit 1999 arbeitet Susanne Dobesch als freie Autorin und lebt in Bad Sauerbrunn im Burgenland. Sie ist verheiratet und hat einen Sohn.

## Literarische Bücher und Rezeption
In ihrem literarischen Kochreiseführer durch das Burgenland Dracula, sinnlich, genüsslich, erotisch erzählt Susanne Dobesch von einer Dame, die Graf Dracula auf eine kulinarische Reise durch burgenländische Restaurants begleitet. Sie stellt Rezepte von 22 burgenländischen Spitzenköchen vor, darunter Walter Eselböck und Alain Weissgerber, die eigens für das Buch jeweils ein Fünf-Gang-Menü kreiert haben. Illustriert wird der Band mit Zeichnungen des burgenländischen Künstlers Wolfgang Horwath und Fotos des Herausgebers Walter Horvath.
2008 erschien ihre Romanbiografie Die geheimen Erinnerungen des Joseph Haydn, die in der ORF-Hörfunksendung Literarische Neuerscheinungen aus Österreich mit einer Lesung vorgestellt wurde. Darin lässt Susanne Dobesch eine junge, chronisch geldlose Journalistin auf einem Dachboden in Gumpendorf, dem Haydn-Haus, ein Konvolut finden, das sie als Aufzeichnungen Haydns zu erkennen glaubt. Diese Entdeckung sorgt für Aufregung in der Haydngesellschaft und der gesamten Musikwissenschaft. „Fein gemacht, sehr lesenswert! Ich habe die Seitenhiebe auf unsere Gegenwart sehr genossen!“, urteilte die Musikredaktion des ORF-Kultursenders Oe1 in einer Sendung zum Haydn-Jahr 2009 über den Roman.

## Auszeichnungen
- 2004 3. Preis beim Literaturwettbewerb Vinum et Litterae[5]

## Veröffentlichungen (Auswahl)
Belletristik
- Auf Eis gelegt. Ideen aus der Dämmerzone. Gedichte, Uranus Verlag, Wien 2000.
- Die Weinmacherin von Rust. Roman, Edition Vukowitch, 2006.
- Die geheimen Erinnerungen des Joseph Haydn. Romanbiographie, Edition Va Bene, Klosterneuburg 2008, ISBN 978-3-85167-217-6.

Literarische Kochbücher
- Dracula, sinnlich, genüsslich, erotisch. Ein literarischer Kochreiseführer durch das Burgenland. Mit Zeichnungen von Wolfgang Horwath und Fotos von Walter Horvath, Edition Horvath, 2006. Verlag Wagner, Gelnhausen 2011, ISBN 978-3-86683-904-5.
- Sauerbrunn. Gerichte aus der Sommerfrische. Rezepte und Erinnerungen. Mit Irene Lupinski, Verlag Bibliothek der Provinz, Weitra 2009, ISBN 978-3-85252-789-5.

Sachbücher
- Johann Grander. Biografie eines Wasserforschers. Uranus Verlag, Wien 2000, ISBN 3-901626-29-8.
- Göttlicher Wein. Gedanken zum Kulturgut Wein. Edition Nemszovsky, 2004.
- Von der Seife ins Fettnäpfchen. Busineßcodes und andere Stolpersteine. (mit Elisabeth Stifter), Edition Edition Va Bene 2009, ISBN 978-3-85167-228-2; Edition Roesner, Maria Enzersdorf 2010, ISBN 978-3-902300-48-5.[6]

Herausgeberschaft
- mit Helmuth A. Niederle: Ungarn. betrifft: Freiheit der Kunst. Austrian PEN-Club, Wien 2013.
- mit Helmuth A. Niederle: Frauenrechte als Satzung: mulieris mundi. Austrian PEN-Club. Reihe: pen-dokumente. Wien 2015, ISBN 978-3-85409-787-7.